# Guindy (Jaudy)
Der Guindy ist ein Fluss in Frankreich, der im Département Côtes-d’Armor in der Region Bretagne verläuft. Er entspringt unter dem Namen Ruisseau de Saint-Conéry im Gemeindegebiet von Louargat, entwässert anfangs in nordwestlicher Richtung, schwenkt dann nach Nordosten und mündet nach rund 43 Kilometern zwischen Tréguier und Plouguiel als linker Nebenfluss in den Jaudy.

## Orte am Fluss
(Reihenfolge in Fließrichtung)
- Pluzunet
- Lanmérin
- Tréguier